# Aulacospermum multifidum
Aulacospermum multifidum är en flockblommig växtart som först beskrevs av James Edward Smith, och fick sitt nu gällande namn av Jurij Nikolajevitj Voronov. Aulacospermum multifidum ingår i släktet Aulacospermum och familjen flockblommiga växter. Inga underarter finns listade i Catalogue of Life.